# Leonard Frank Cooling
Leonard Frank Cooling (* 23. Dezember 1903 in Solihull bei Birmingham; † 15. Februar 1977 in Watford) war ein britischer Geotechniker und Pionier der Bodenmechanik in Großbritannien.
Cooling studierte ab 1922 an der Birmingham University, wo er 1926 seinen Abschluss in Physik machte. Ab 1927 war er bei der Building Research Station (BRS) in Watford, dem führenden staatlichen britischen Bauforschungsinstitut. Dort unternahm zu der Zeit der emeritierte Professor für Bauingenieurwesen in Oxford C. B. Jenkin Experimente zur Bodenmechanik, zum Beispiel dem Erddruck auf Stützwände oder der Scherfestigkeit von Ton. Nach dem Rückzug von Jenkin wurde die Leitung eines eigenen Bodenmechanik Labors an der BRS Cooling übertragen (1933), dem ersten in Großbritannien. Er etablierte moderne Versuchsmethoden, wie sie zuvor Karl von Terzaghi entwickelt hatte. Sie arbeiteten auch für das Road Research Board zum Beispiel zur Untersuchung von Böschungsrutschungen bei Eisenbahnen. Ab 1937 kam Alec Skempton zur Gruppe und im selben Jahr markierte die Untersuchung der Rutschung am Chingford Damm, an dem auch Terzaghi beteiligt war, den eigentlichen Beginn der modernen Bodenmechanik in Großbritannien. 1936 vertrat Cooling als einziger Großbritannien auf dem ersten internationalen Kongress für Bodenmechanik an der Harvard University (beim nächsten 1948 gab es schon 74 Delegierte aus Großbritannien). Cooling leitete das Labor, das bis Mitte der 1940er Jahre die führende Rolle in Großbritannien hatte, bis 1959 und erhielt danach die Gesamtleitung für Physik, Bodenmechanik und Materialforschung am BRS. 1968 ging er in den Ruhestand.
1952 erhielt er einen D. Sc. der Birmingham University. 1962 war er Rankine Lecturer (Field measurements in soil mechanics).